# Henrik Müller (guldsmed)

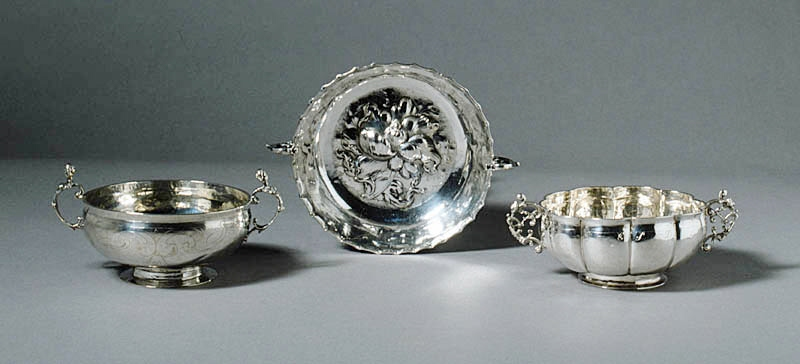
Silver av Henrik Müller d.ä. 1645-1690

Henrik Müller den äldre, född 1615 i Lübeck, Schleswig-Holstein, Tyskland, död 1690 i Stockholm, var en tysk-svensk silver och guldsmed.
Han var son till rådmannen i Lübeck Henrik Müller och från 1646 gift med Elsa Henriksdotter Grundel (1625–1679) som var dotter till guldsmedsåldermannen i Stockholm Henrik Grundel (1594–1673). Makarna blev föräldrar till femton barn där sönerna Bernhard (1653–1725) och Matthias (1658–1708) blev guldsmeder i Stockholm sonen Albin Müller Grundelstierna blev kammarråd och dottern Elsa (1647–1690) gifte sig med guldsmeden Arvid Falck.
Henrik Müller den äldre blev guldsmedsmästare i Stockholm 1645 och var verksam som guldsmed i Stockholm 1645–1690 samt kyrkoäldste i Stockholm Tyska Sankta Gertrud 1671–1672. Han var 1652 bosatt i Bengt Skyttes hus i södra kvarteret där även guldsmedsämbetets sammankomster hölls på 1670-talet. Bland Müllers viktigaste arbeten märks en kandelaber med fotkupa med drivna kerubhuvuden för Sankta Gertruds kyrka i Stockholm, en dryckeskanna, med lock och dekorerad med fåglar och stora blommor, samt med silverkorpus bestående av brännvinsskålar som ingår i   Nationalmuseum samling.